# Hirondellea sindhusagar
Hirondellea sindhusagar is een vlokreeftensoort uit de familie van de Hirondelleidae. De wetenschappelijke naam van de soort is voor het eerst geldig gepubliceerd in 2009 door Horton & Thurston.